# Марк Цецилий Метел (консул 115 пр.н.е.)
Вижте пояснителната страница за други личности с името Марк Цецилий Метел.
Марк Цецилий Метел (на латински: Marcus Caecilius Metellus) e политик на Римската република през 2 век пр.н.е.

## Произход и кариера
Син е на Квинт Цецилий Метел Македоник. Брат е на Луций Цецилий Метел Диадемат (консул 117 пр.н.е.), Гай Цецилий Метел Капрарий (консул 113 пр.н.е.), Квинт Цецилий Метел Балеарик (консул 123 пр.н.е.), Цецилия Метела (съпруга на Публий Корнелий Сципион Назика Серапион) и Цецилия Метела (съпруга на Гай Сервилий Вация).
Марк Метел e магистър на Монетния двор през 127 пр.н.е., а през 118 пр.н.е. става претор. През 115 пр.н.е. е избран за консул заедно с Марк Емилий Скавър. От 114 до 111 пр.н.е. Марк е проконсул в Корсика и Сардиния. За успехите си той празнува триумф през юли 111 пр.н.е. На същия ден триумф празнува и брат му Гай Цецилий Метел Капрарий за успехите си в Тракия.